# Монтировка Добсона

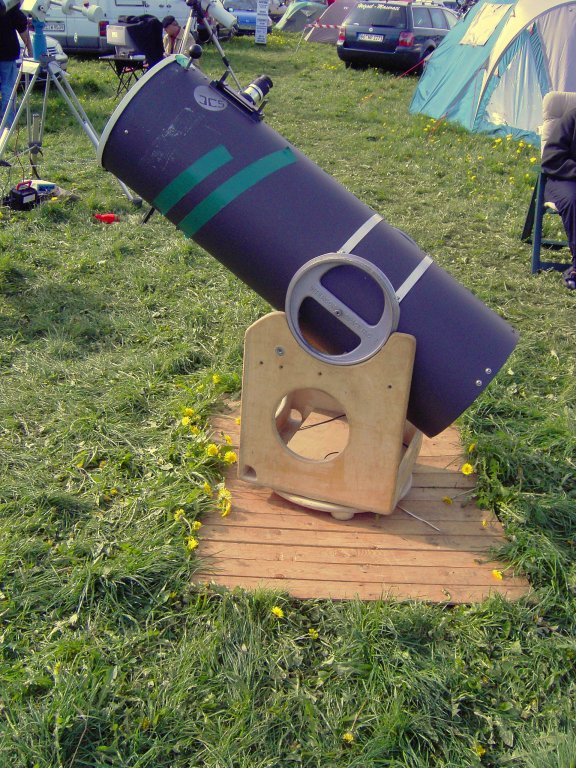
Любительский телескоп на монтировке Добсона

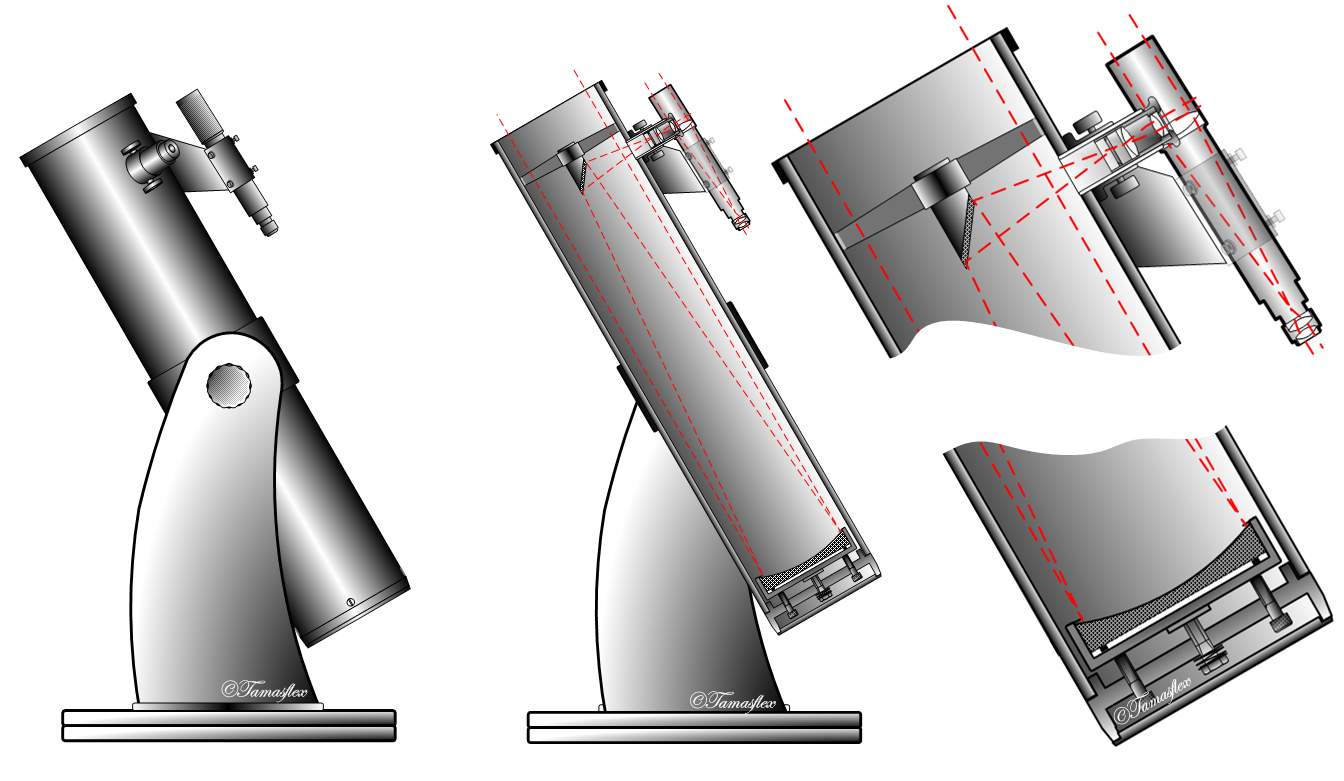
Телескоп Добсона

Монтировка Добсона — тип альт-азимутальной монтировки для телескопа.
Своё название получила в честь американского любителя астрономии Джона Добсона, впервые применившего ее для своих огромных по любительским меркам телескопов. Телескоп, установленный на такую монтировку, называют телескопом Добсона или просто добом.
Монтировка Добсона состоит из двух частей: неподвижного основания и подвижной вилки. И то, и другое изготавливается из толстой фанеры или ДСП. В качестве подшипников используются фторопластовые бобышки, скользящие по тонкому листу металла. Труба телескопа на такой монтировке располагается низко, что очень удобно для установки на неё телескопа системы Ньютона, у которого окуляр находится в верхней части трубы. С другими типами телескопов используется крайне редко.
Монтировка получила популярность среди любителей астрономии благодаря простоте конструкции, доступности материалов и удобству использования. Для телескопов с диаметром объектива более 200—300 мм во многих случаях монтировка Добсона — единственный возможный вариант установки прибора. Телескоп Добсона может быть очень быстро наведена на любую точку неба, не требует инструмента для сборки и разборки в полевых условиях.
Классический доб не имеет винтов тонких движений и часового привода, поэтому чаще всего используется для наблюдения небесных объектов, не требующих больших увеличений. В основном, это галактики, звёздные скопления и диффузные туманности. Для наблюдений планет монтировка Добсона пригодна в меньшей степени.
В первом десятилетии XXI века некоторые производители любительских телескопов начали выпуск моторизованных монтировок Добсона. Такие монтировки оснащаются двумя электродвигателями для поворота трубы по азимуту и по высоте, что позволяет осуществлять часовое слежение за небесными объектами в их суточном движении по небу. Некоторые монтировки такого типа (Go-to) позволяют автоматически наводиться на небесные объекты, имеющиеся в базе данных телескопа. Если на монтировку устанавливается третий двигатель для компенсации вращения поля зрения («деротатор»), свойственного альт-азимутальным монтировкам, то такой телескоп становится ограниченно пригоден также и для астрофотографии.